# Aeracja
Aeracja – napowietrzanie.

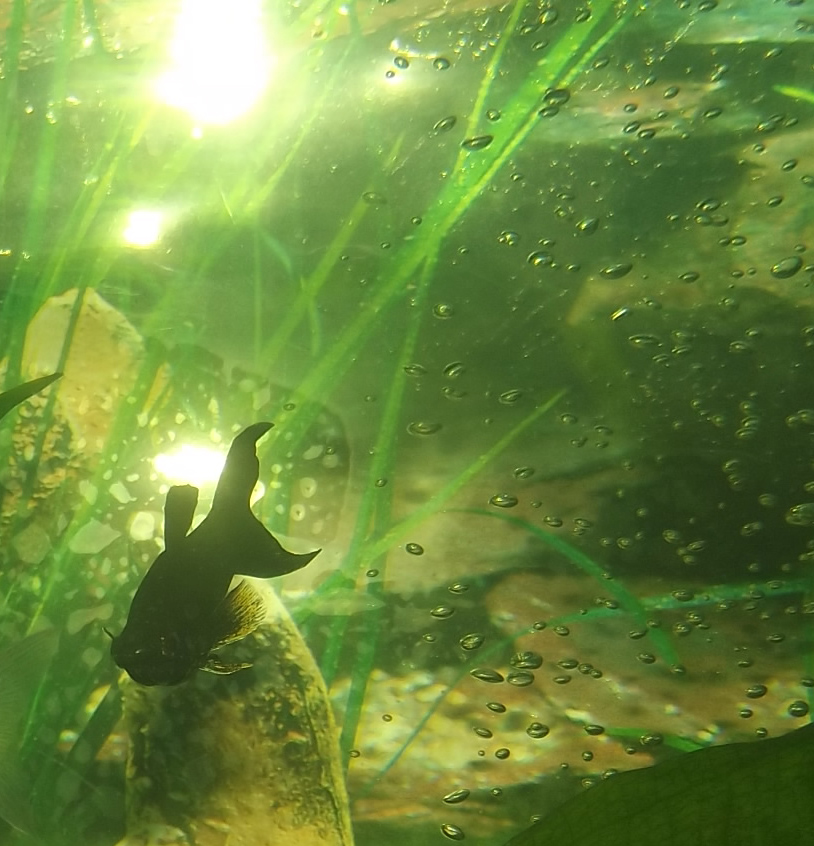
Napowietrzanie (aeracja) w akwarium

- Aeracja naturalna: napowietrzanie zbiorników wodnych wskutek działania wiatru, cieków dodatkowo wskutek ruchu wody.
- Wentylacja: napowietrzanie wykorzystujące działanie wiatru i grawitacji, uzyskiwane poprzez wykonywanie kanałów w budowlach (np. kanał kominowy)
- Aeracja mechaniczna: napowietrzanie za pomocą aeratorów, narzędzi lub maszyn (np. gleby albo wody, w celu zmniejszenia jej właściwości korozyjnych i usunięcia rozpuszczonych w niej gazów).

Przykłady zastosowań aeracji:
- hodowla ryb, również w akwarium
- w budownictwie przy wytwarzaniu materiałów budowlanych[1]
- oczyszczanie ścieków (aerofiltr)[1]
- fermentacja tlenowa (aerobowa)
- wprowadzanie powietrza do rurociągów transportowych w celu ułatwienia przepływu materiałów
- flotacja